# Marussia MR01
O MR-01 foi o modelo de carro de corrida da equipe Marussia para a temporada de 2012 de Fórmula 1. Seu lançamento aconteceu em Março de 2012.
Priorizando o desenvolvimento aerodinâmico, a equipe abriu mão de utilizar o dispositivo KERS no modelo.
No dia 27 de fevereiro, foi anunciado que o modelo foi reprovado em um dos crash tests impostos pela FIA, impedindo que a equipe participasse dos testes da pré-temporada. A aprovação foi anunciada apenas no dia 6 de março.